# Irvin & Johnson
Irvin & Johnson, ou I&J, est une entreprise agroalimentaire sud-africaine fondée au début du XXe siècle, en 1909, et ayant démarré ses activités dans la chasse à la baleine.